# レッサーパンダ科
レッサーパンダ科（レッサーパンダか、学名：familia Ailuridae、異名：アイルルス科）は、イヌ亜目のイタチ上科に属する、ネコ目（食肉目）の一分類群（1科）。唯一の現存種であるレッサーパンダと、絶滅種であるその近縁種が含まれる。

## 分類の歴史
フレデリック・キュヴィエが最初、レッサーパンダ属（学名：genus Ailurus）はジャコウネコ科とクマ科の間に位置し、歯はジャコウネコ科ビントロング属よりもアライグマ科に近いと1825年にパンダを記述 して以来、その分類は論争の的となってきた。アライグマ科に分類された理由は、頭部、尾の輪状の模様その他の形態学的・生態学的特徴の類似からであった。その後、レッサーパンダはクマ科とされた。
分子系統学の研究により、レッサーパンダはアライグマに比較的近く、単型またはアライグマ科内の亜科のどちらかであるかもしれないことが示された。
徹底的なミトコンドリアDNA個体群調査 が開始された。化石記録によればレッサーパンダがクマとの共通祖先から分岐したのは約4,000万年前（新生代古第三紀始新世後期前半バートニアン）。この相違とともに、レッサーパンダとアライグマのDNA配列の差を比較することで、見られたレッサーパンダの突然変異率はおよそ109と計算され、これは哺乳類の平均と較べて明らかに過小評価である。
この過小評価はおそらく、レッサーパンダとアライグマの相違が極端に大きいので複数の再発した変異によるものである。
最新の分子システム的DNA研究ではレッサーパンダを独立したレッサーパンダ科 (familia Ailuridae) に分類する。レッサーパンダ科はスカンク科、イタチ科、アライグマ科とともにイタチ上科に属する。すなわち、ジャイアントパンダと異なり、クマ科の一種ではない。
レッサーパンダは現世の近縁種を持たない。最も近い化石種であるパライルルス属 (Parailurus) は約300万- 約400万年前に生息した。それは3種あったとみられ、全てより大きく強靭な頭部と顎を持ち、ユーラシア大陸（ヨーロッパとアジア）に生息し、おそらくベーリング地峡からアメリカ大陸へ渡った。レッサーパンダは中国大陸の山岳地帯で氷期を生き抜いて特殊化した子孫なのかもしれない。

## 下位分類
レッサーパンダ科の下位分類は、先行する絶滅種の2属と、レッサーパンダ亜科 (Ailurinae) 、および、シモキオン亜科 (Simocyoninae) の2亜科で構成されている。そのうち、レッサーパンダ亜科には現生するレッサーパンダ属 (genus Ailurus) と他に絶滅3属、シモキオン亜科には絶滅3属があり、すなわち、レッサーパンダ科全体としては絶滅8属と現生1属の、計9属が知られている。
表記は左から順に、学名、和名、英語名。† は「絶滅」の意。? は本科に含めるにあたって異論があるもの。なお、2010年にMorloにより下記の分類から若干の変更が行われている（日本からも絶滅種†Parailurus sp. (Sasagawa et al., 2003) - Japanese pandaがみつかっている）。
- Ailuridae　レッサーパンダ科（アイルルス科）
  -  ? †Amphictis　アンフィクティス（アムピクティス）属
  - †Protursus　プロトゥルスス属
  - Ailurinae　レッサーパンダ亜科（アイルルス亜科）
    - †Magerictis　マゲリクティス属
    - †Parailurus　パライルルス（パルアイルルス）属
    - †Pristinailurus　プリスティナイルルス（プリスティンアイルルス）属
    - Ailurus　レッサーパンダ属（アイルルス属）　Red panda

  - †Simocyoninae　シモキオン亜科
    - †Actiocyon　アクティオキオン属
    - †Alopecocyon　アロペコキオン属
    - †Simocyon　シモキオン属